# Erimyzon claviformis
Erimyzon claviformis is een straalvinnige vissensoort uit de familie van de zuigkarpers (Catostomidae). De wetenschappelijke naam van de soort was oorspronkelijk Moxostoma claviformis en is voor het eerst geldig gepubliceerd in 1856 door Charles Frédéric Girard.